# 6761 Haroldconnolly
A 6761 Haroldconnolly (ideiglenes jelöléssel 1981 EV19) a Naprendszer kisbolygóövében található aszteroida. Schelte J. Bus fedezte fel 1981. március 2-án.